# Bredside
Bredside, et maritimt udtryk som angiver at alle kanoner på et krigsskib  affyres samtidig fra samme side, mod udvalgt mål.

## Galleri
- Bredside fra et fransk linjeskib med 74 kanoner
- USS Iowa affyrer en bredside (1984).